# Mayridia parva
Mayridia parva är en stekelart som beskrevs av Wu och Xu 2001. Mayridia parva ingår i släktet Mayridia och familjen sköldlussteklar. Inga underarter finns listade i Catalogue of Life.